# Çiçektepe, Kiğı
Çiçektepe là một xã thuộc huyện Kiğı, tỉnh Bingöl, Thổ Nhĩ Kỳ. Dân số thời điểm năm 2010 là 31 người.